# 中村鴈治郎 (4代目)
四代目 中村 鴈治郎（なかむら がんじろう、1959年〈昭和34年〉2月6日 - ）は、日本の歌舞伎役者、俳優。屋号は成駒家。定紋はイ菱。
歌舞伎名跡「中村鴈治郎」の当代。

## 人物
- 父：四代目坂田藤十郎
- 母：扇千景（林寛子）（元宝塚歌劇団娘役、元参議院議員、第26代参議院議長）
- 弟：三代目中村扇雀
- 妻：二代目吾妻徳彌（日本舞踊吾妻流六代目家元、三世宗家）
- 長男：中村壱太郎
- 叔母：中村玉緒

## 略歴
- 1967年（昭和42年）11月 - 歌舞伎座にて『紅梅曾我』の一萬丸で中村智太郎を名乗り初舞台。
- 松濤幼稚園を経て、幼稚舎から慶應義塾に通い、慶應義塾大学法学部卒業[2]。
- 1983年 - 重要無形文化財（総合認定）に認定され、伝統歌舞伎保存会会員となる[5]。
- 1995年 - 48年ぶりに上方歌舞伎の名跡、五代目中村翫雀を襲名。
- 2011年 - 第32回松尾芸能賞・優秀賞を受賞。
- 2015年1月 - 大阪松竹座にて四代目中村鴈治郎を襲名。
- 2019年5月 - 紫綬褒章を受章[6]。

## 出演

### テレビドラマ
- おていちゃん（1978年 NHK） - 大沢幸次[7]
- 12時間超ワイドドラマ『大忠臣蔵』（1989年 テレビ東京） - 土屋主税 　※中村智太郎名義
- おちょやん（2020年 NHK大阪） - 大山鶴蔵[8]

### 映画
- 国宝（2025年） - 吾妻千五郎 役[9]